# Affaire Standard-Waterschei
L'affaire Standard-Waterschei ou affaire Bellemans fait référence à une affaire de corruption de joueurs de football dans le but d'assurer au Standard de Liège son titre de champion de Belgique en 1982. À la suite de la révélation de ce trucage, plusieurs joueurs de renom furent suspendus, de même que Raymond Goethals, entraîneur du Standard à l'époque. Cette affaire eut de lourdes conséquences pour le Standard dans les années qui suivirent.  

## Contexte sportif
Entre les années 1980 et 1983, le Standard est au sommet du football belge. Il est entraîné depuis 1981 par Raymond Goethals et compte de nombreux joueurs confirmés et internationaux. Le club a remporté à cette époque deux titres consécutifs de champion de Belgique (1982 et 1983) ainsi que deux Supercoupe de Belgique. En 1982, il se hisse jusqu'en finale de la Coupe d'Europe des vainqueurs de coupe. Cette finale face au FC Barcelone a lieu peu de temps après le match concerné par l'affaire.
Dans le même temps, le club limbourgeois Waterschei SV Thor Genk évolue plutôt dans le ventre mou du championnat, échappant même de peu à la relégation en deuxième division à l'issue de la saison 1980-1981. À un match de la fin de la saison 1982, le Standard compte deux points d'avance sur son éternel rival le Sporting d'Anderlecht.

## Révélation
Depuis octobre 1983, le juge Bellemans enquête sur le football professionnel. Le 22 février 1984, des perquisitions sont menées au Standard par la BSR. La comptabilité du club est saisie ainsi qu'une caisse parallèle de l'administrateur-délégué Roger Petit. Deux jours plus tard, le 24 février, Roger Petit et Raymond Goethals passent aux aveux : ils ont commis des faux en écriture pour éluder l'impôt. Le capitaine du Standard, Éric Gerets, est également soumis à un interrogatoire le 28 février. Le scandale éclate : le match Standard - Waterschei du 8 mai 1982, le dernier de cette saison, et qui a permis au Standard de devenir champion, est entaché d'irrégularités.
Des indices concernant de l'argent noir ont été découverts dans un cahier d'écolier appartenant à Roger Petit. On peut y lire la mention « Goethals-Genk 500.000F/150.000F ». On apprend que cette mention fait référence à de l'argent mis à la disposition de Goethals pour trouver un arrangement avec le club de Waterschei.  
Raymond Goethals n'avait jamais remporté de titre de champion de Belgique, malgré d'excellents résultats avec Anderlecht. À la fin de la saison 1981-1982, il devient de plus en plus suspicieux, persuadé qu'un complot est mis sur pied pour éviter que le Standard ne remporte le titre. Il panique et envisage donc de s'assurer la victoire finale en achetant le dernier match de la saison. Pour les observateurs, ce match ne présentait pourtant guère de risque pour le Standard puisqu'il affrontait, à domicile, le modeste club de Waterschei. Avec deux points d'avance sur Anderlecht, un match nul suffisait au Standard pour être champion. On notera aussi que certains liens unissaient les joueurs des deux équipes : le frère du standardman Gérard Plessers jouait pour Waterschei et était le voisin d'Éric Gerets, lui-même ami du capitaine de Waterschei, Roland Janssen. Avant ce match, Éric Gerets demande à Roland Janssen que l'équipe limbourgeoise « lève le pied » afin d'assurer la victoire des Rouges et de préserver des blessures les Standardmen finalistes de la Coupe d'Europe des vainqueurs de coupe. En échange, Gerets propose aux Limbourgeois les primes des joueurs du Standard d'un montant de 420 000 francs belges. Le Standard gagne le match sur le score de trois buts à un et remporte ainsi le titre de champion de Belgique. Un peu moins de deux ans plus tard, l'affaire est découverte.

## Jugement et conséquences
Le 2 avril 1984, le jugement de l'Union belge de football est rendu : Raymond Goethals et Roger Petit sont radiés. Jos Daerden, Walter Meeuws, Théo Poel, Simon Tahamata, Michel Preud'homme, Gérard Plessers et Guy Vandersmissen sont suspendus pour un an (six mois en appel). Éric Gerets est suspendu pour trois ans (deux ans en appel). Arie Haan est acquitté au bénéfice du doute. Il maintient qu'il était opposé à la transaction. Tous ces joueurs quittent le Standard pour l'étranger, à l'exception de Poel, Preud'homme et Vandersmissen qui restent au club. Raymond Goethals, lui, émigre au Portugal pour y entraîner le Vitória de Guimarães. 
Le Standard bénéficia de la prescription et ne fut pas rétrogradé. L'affaire avait été découverte un peu par hasard et ne faisait pas suite à une plainte. Cependant, ce scandale toucha durablement le club. La plupart de ses meilleurs joueurs étant suspendus, le Standard est contraint de terminer la saison 1984 avec de jeunes joueurs dont Lionel Roger (18 ans à l'époque du match litigieux). Etienne Delangre fait par exemple remarquer qu'il était alors un des plus anciens de l'équipe alors qu'il n'avait que 21 ans. Après cette affaire, le Standard de Liège, alors club omnisports, doit abandonner toutes ses sections en 1985 (Standard Tennis Club, Standard basket club de Liège, Royal Standard Hockey Club, Standard Rugby). D'autre part , les résultats du Standard de Liège sont très décevants et la presse belge ne lui pardonne rien.
La situation entraîne un accroissement de la violence au Standard, on vient d'un peu partout en Belgique pour rejoindre le groupe hooligan du Hell Side 81 ainsi que du  Wallons Casuals Firm (WCF).
Ainsi de 1985 à 1992, le Standard est connu comme le club ayant un des plus dangereux groupe de hooligans du pays, provoquant même un rapport du ministère de l’Intérieur le 18 mai 1990 mentionnent un « accroissement très net des difficultés au Standard ».
Le bilan de la saison 1991-1992 place sans équivoque le Hell-Side au sommet de la violence en Belgique : 57 % des matchs à domicile et 55 % des rencontres à l’extérieur du Standard connaissent de sérieux incidents, il est aussi reconnu comme le groupe de supporters le plus haï du pays car c'est le seul club de supporters réellement dangereux en Wallonie. Une conséquence est qu'à chaque déplacement du club en Flandre fleurissent dans les stades les drapeaux flamands ainsi que les chants anti-wallons.
En tout, il faut attendre 25 ans pour que le Standard de Liège reconquière un titre de champion de Belgique en 2008, suivi d'un autre en 2009.